# La Valiri
La Valiri és un riu de Catalunya, afluent del riu de les Esglésies. Discorre per l'antic terme de Benés, de l'Alta Ribagorça, tot i que administrativament pertany al terme de Sarroca de Bellera, al Pallars Jussà.

## Descripció
Es forma a les Raspes de Cell Negre, vessant meridional de la Serra dels Tres Pessons. Des d'aquest lloc davalla cap al sud-sud-oest, marcant una profunda vall, que va rebent d'afluents tot de llaus i barrancs de muntanya. Així, després d'ajuntar-se-li dos barrancs paral·lels que es formen en el mateix lloc, a poca distància de la Valiri, per l'esquerra li arriba el barranc de les Cues, més tard, també per l'esquerra, el barranc dels Corralets, que prèviament ha recollit el de Fontmorrers, i lo Carant, després del qual rep el barranc de les Boïgues Roies per la dreta. Després, per la dreta, rep la llau dels Lleners, per l'esquerra la Canal de les Solanes de la Llum, per la dreta la llau de Marité, moment en què entra en la vall d'Avellanos.
La Vall d'Avellanos és força tancada, i té al capdavall un estret delimitat a ponent pel Serrat de l'Obaga i a llevant per les Roques de Castellnou. Al bell mig del pas del riu hi ha el Pont de Sant Joan, prop de l'ermita de Sant Joan de la Riberola i de la Borda de Ribera. Aquest pas clou la vall, i, en sortir-ne, la Valiri torç cap a l'oest, per tal d'emprendre el tram final del seu recorregut. Al nord-oest d'aquell lloc hi ha el poble d'Avellanos, al nord-est el de Castellnou d'Avellanos i al sud-est, el de Castellvell de Bellera.
Al cap d'un altre tram on el fons de la vall és més pla i accessible, on deixa al nord el poble de Vilancòs, arriba al final del seu recorregut: la Mola d'Amunt, on es troba amb el riu de Manyanet i, juntament, formen el riu de les Esglésies.